# Batalha de Tolentino
A Batalha de Tolentino foi um decisivo confronto travado no começo de maio de 1815 na cidade de Tolentino (atual Marche, Itália). A luta foi travada no contexto da Guerra Napolitana, quando o marechal Joachim Murat, servindo como Rei de Nápoles, lutava para manter o seu trono.

## A batalha
Ao final de abril de 1815, dois exércitos austríacos comandados pelos generais Frederick Bianchi e Adam Neipperg forçaram o recuo das forças napolitanas até Ancona. As forças, que marchavam juntas, se separaram nos montes Apeninos e Joachim Murat acreditava que poderia se aproveitar da situação e derrotar as tropas de Bianchi individualmente. Com um pequeno contingente enviado para atrasar o avanço de Neipperg, o principal exército napolitano e as tropas austríacas bateram de frente em Tolentino, na costa leste italiana.
Em 2 de maio, os exércitos trocaram tiros de artilharia nos vales ao norte de Sforzacosta. O exército napolitano então se concentrou em Pollenza, onde uma grande luta começou a ser travada. No castelo Rancia foram travadas as batalhas mais intensas do primeiro dia. Os napolitanos saíram em vantagem, mas os austríacos ainda mantinham uma boa posição defensiva. No dia seguinte, o exército de Nápoles havia feito consideráveis progressos, tomando a estratégica montanha Cantagallo. Joaquim Murat então lançou suas tropas colina abaixo. As forças austríacas, contudo, resistiram e contra-atacaram, com apoio mortal da artilharia. Após receber uma notícia falsa de que os ingleses desembarcaram um exército siciliano ao sul da Itália, Murat temeu ser encurralado e ordenou uma retirada geral. De volta a Nápoles, ele percebeu que não poderia segurar sua posição, já que tropas austríacas se aproximavam por terra e a marinha britânica também chegava pela costa. Ele então fugiu para a Córsega e abdicou do seu título de rei. Em 20 de maio, foi assinado o Tratado de Casalanza e Ferdinand IV foi colocado no trono de Nápoles.